# (10596) Stevensimpson
(10596) Stevensimpson (1996 TS) – planetoida z pasa głównego asteroid okrążająca Słońce w ciągu 4,81 lat w średniej odległości 2,85 j.a. Odkryta 4 października 1996 roku.